# رمی دختر هیچ‌کس
رمی، دختر هیچکس (به ژاپنی: 家なき子レミ، به انگلیسی: Remi, Nobody's Girl) یک مجموعه تلویزیونی انیمه ۲۶ قسمتی است که توسط استودیو نیپون انیمیشن ساخته شده‌است. پخش آن از ۱ سپتامبر ۱۹۹۶ در شبکهٔ فوجی تلویژن آغاز شده و تا ۲۳ مارس ۱۹۹۷ ادامه داشت.